# スコッティ・シェフラー
スコッティ・シェフラー（Scottie Scheffler, 1996年6月21日 - ）は、アメリカ合衆国のプロゴルファー。世界ランクの最高位は1位。2022・24年マスターズ優勝。2025年全米プロ優勝。2025年全英オープン優勝。2024年パリオリンピック金メダリスト。

## 来歴
シェフラーはニュージャージー州リッジウッドで生まれ、幼少期にテキサス州ダラスへ引っ越し、ハイランドパーク高校では2013年「全米ジュニア」を制覇。2014年にテキサス大学に入学しゴルフ部として活躍。1年時に新人王（フィル・ミケルソン・アワード）を獲得し、2017年にはウォーカーカップ代表。2017年「全米オープン」ローアマチュア。プロ転向翌年の2019年に米下部ツアーのウェブドットコムツアーで2勝を挙げ、ファイナルズに優勝して年間王者・最優秀選手に輝く。
レギュラーツアーに昇格したルーキーイヤー2020シーズンはポイントランキング5位に食い込み、ルーキー・オブ・ザ・イヤーを受賞。プレーオフシリーズ初戦となる2020年8月21日のザ・ノーザントラスト2日目ではツアー史上11人目（12回目）の59をマーク。その時のスコアカードは
| Hole  | 1 | 2  | 3  | 4  | 5  | 6  | 7  | 8  | 9  | 10 | 11 | 12 | 13 | 14 | 15  | 16  | 17  | 18  |
| ----- | - | -- | -- | -- | -- | -- | -- | -- | -- | -- | -- | -- | -- | -- | --- | --- | --- | --- |
| Par   | 4 | 5  | 3  | 4  | 4  | 4  | 5  | 3  | 4  | 4  | 3  | 4  | 4  | 4  | 4   | 3   | 4   | 5   |
| Score | E | −1 | −1 | −2 | −3 | −4 | −5 | −5 | −6 | −7 | −8 | −8 | −8 | −9 | −10 | −11 | −11 | −12 |

同年末に高校時代からの恋人メレディスと結婚。2021年には第43回ライダーカップアメリカ代表に選出。
2022年2月「フェニックスオープン」でプレーオフの末に初優勝をつかみ、1カ月後の「アーノルド・パーマー招待」で2勝目。さらに「WGCデルテクノロジーズ・マッチプレー」でWGC初制覇を果たし、世界ランキング1位に上り詰めると、勢いは止まらず「マスターズ」でメジャー初優勝。2023年には世界ランキング1位をロリー・マキロイに譲っていたが「フェニックスオープン」で連覇を達成すると世界ランク1位に復帰する。「ザ・プレーヤーズ選手権」でツアー6勝目。同年のツアー外競技の「ヒーローワールドチャレンジ」も制した。
2024年「アーノルド・パーマー招待」で大会2勝目を挙げると、翌週の「ザ・プレーヤーズ選手権」で大会史上初となる連覇を達成した。マスターズで2年ぶりの優勝のみならず、翌週のRBCヘリテージ、トラベラーズ選手権などのシグネチャー大会も制し、年間最多勝を確定させた。

## 優勝歴

### PGAツアー (18勝)
| 大会グレード                         |
| メジャー選手権 (4)                   |
| プレーヤーズ選手権 (2)               |
| 世界ゴルフ選手権 (1)                 |
| フェデックス・カップ・プレーオフ (2) |
| シグネチャーイベント (6)             |
| ツアー (3)                           |

| No. | 年月日        | 大会                                     | 優勝スコア            | 打差       | 2位 (タイ)                                                           |
| --- | ------------- | ---------------------------------------- | --------------------- | ---------- | -------------------------------------------------------------------- |
| 1.  | 2022年2月13日 | フェニックス・オープン                   | -16 (68-71-62-67=268) | プレーオフ | パトリック・カントレー                                               |
| 2.  | 2022年3月6日  | アーノルド・パーマー招待                 | -5 (70-73-68-72=283)  | 1打差      | ティレル・ハットン ビリー・ホーシェル ビクトル・ホブラン             |
| 3.  | 2022年3月27日 | WGC-デルテクノロジーズ・マッチプレー     | 4 and 3               | 4 and 3    | ケビン・キズナー                                                     |
| ４. | 2022年4月11日 | マスターズ・トーナメント                 | -10 (69-67-71-71=278) | 3打差      | ローリー・マキロイ                                                   |
| 5.  | 2023年2月12日 | フェニックス・オープン (2)               | -19 (68-64-68-65=265) | 2打差      | ニック・テイラー                                                     |
| 6.  | 2023年3月12日 | ザ・プレーヤーズ・チャンピオンシップ     | -17 (68-69-65-69=271) | 5打差      | ティレル・ハットン                                                   |
| 7.  | 2024年3月10日 | アーノルド・パーマー招待 (2)             | -15 (70-67-70-66=273) | 5打差      | ウィンダム・クラーク                                                 |
| 8.  | 2024年3月17日 | ザ・プレーヤーズ・チャンピオンシップ (2) | -20 (67-69-68-64=268) | 1打差      | ウィンダム・クラーク ブライアン・ハーマン ザンダー・シャウフェレ     |
| 9.  | 2024年4月14日 | マスターズ・トーナメント (2)             | -11 (66-72-71-68=277) | 4打差      | ルドビグ・オーベリ                                                   |
| 10. | 2024年4月21日 | RBCヘリテージ                            | -19 (69-65-63-68=263) | 3打差      | サヒス・ティーガラ                                                   |
| 11. | 2024年6月9日  | メモリアル・トーナメント                 | -8 (67-68-71-74=280)  | 1打差      | コリン・モリカワ                                                     |
| 12. | 2024年6月23日 | トラベラーズ選手権                       | -22 (65-64-64-65=258) | プレーオフ | キム・ジュヒョン                                                     |
| 13. | 2024年9月1日  | ザ・ツアーチャンピオンシップ             | -30 (65-66-66-67=264) | 4打差      | コリン・モリカワ                                                     |
| 14. | 2025年5月4日  | ザ・CJカップ・バイロン・ネルソン         | -31 (61-63-66-63=253) | 8打差      | エリック・ファンローエン                                             |
| 15. | 2025年5月19日 | 全米プロゴルフ選手権                     | -11 (69-68-65-71=273) | 5打差      | ブライソン・デシャンボー ハリス・イングリッシュ デイヴィス・ライリー |
| 16. | 2025年6月1日  | メモリアル・トーナメント (2)             | -10 (70-70-68-70=278) | 4打差      | ベンジャミン・グリフィン                                             |
| 17. | 2025年7月20日 | 全英オープン                             | -17 (68-64-67-68=267) | 4打差      | ハリス・イングリッシュ                                               |
| 18. | 2025年8月17日 | BMW選手権                                | -15 (66-65-67-67=265) | 2打差      | ロバート・マッキンタイア                                             |

PGAツアープレーオフ記録 (2-1)
| No. | 年     | 大会                             | 対戦相手               | 内容                                          |
| --- | ------ | -------------------------------- | ---------------------- | --------------------------------------------- |
| 1.  | 2022年 | フェニックス・オープン           | パトリック・カントレー | 3ホール目、バーディーを決めシェフラーの優勝。 |
| 1.  | 2022年 | チャールズ・シュワブ・チャレンジ | サム・バーンズ         | 1ホール目、バーディーを決められ敗北。         |
| 2.  | 2024年 | トラベラーズ選手権               | キム・ジュヒョン       | 1ホール目、パーセーブしシェフラーの優勝。     |

### その他
| No. | 年月日        | 大会                             | 優勝スコア            | 打差  | 2位 (タイ)             |
| --- | ------------- | -------------------------------- | --------------------- | ----- | ---------------------- |
| 1.  | 2023年12月3日 | ヒーロー・ワールドチャレンジ     | -20 (69-66-65-68=268) | 3打差 | Sepp Straka            |
| 2.  | 2024年8月4日  | パリオリンピック                 | -19 (67-69-67-62=265) | 1打差 | トミー・フリートウッド |
| 3.  | 2024年12月8日 | ヒーロー・ワールドチャレンジ (2) | -20 (67-64-69-63=263) | 6打差 | キム・ジュヒョン       |